# Elioro Paredes
Elioro Paredes (ur. 19 lutego 1921) – piłkarz paragwajski, bramkarz.
Jako piłkarz klubu Sportivo Luqueño był w kadrze reprezentacji podczas finałów mistrzostw świata w 1950 roku, gdzie Paragwaj odpadł w fazie grupowej. Paredes nie zagrał w żadnym meczu.
Nigdy nie wziął udziału w turnieju Copa América.